# Sebastian Cabot
Charles Sebastian Thomas Cabot (Londra, 6 luglio 1918 – Victoria, 23 agosto 1977) è stato un attore britannico attivo in teatro, televisione e cinema.

## Biografia

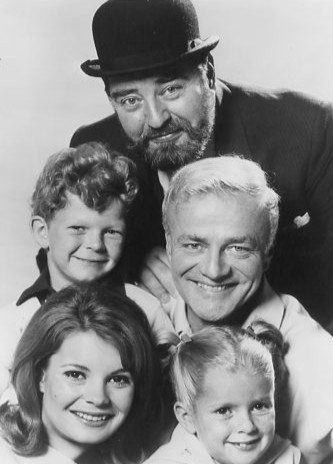
Sebastian Cabot (in alto) in Tre nipoti e un maggiordomo (1967)

Iniziò la carriera cinematografia nel 1935 con il film Foreign Affaires. Nel 1954 interpretò il capofamiglia Capuleti nel Giulietta e Romeo di Renato Castellani, mentre nel 1960 fu lo scettico intellettuale Philip Hillyer, che non crede ai viaggi nel tempo, ne L'uomo che visse nel futuro di George Pal.
Il passaggio alla televisione lo vide nei panni di Porthos nella serie I tre moschettieri (1955), ruolo che già aveva ricoperto l'anno precedente sul grande schermo nel film I cavalieri della regina (1954) e che interpreterà ancora nei film Le avventure dei tre moschettieri (1957) e La spada imbattibile (1957). Fu protagonista anche nel genere comico, interpretando, fra gli altri, il ruolo del dr. Matson ne I 7 magnifici Jerry (1965), al fianco di Jerry Lewis.
Ma il ruolo che lo rese noto al grande pubblico fu quello del maggiordomo Giles French nel telefilm Tre nipoti e un maggiordomo, in onda tra il 1966 e il 1971. Successivamente fu anche doppiatore, ma la sua carriera fu interrotta da un secondo attacco apoplettico (il primo risalente a tre anni prima) che lo portò alla morte nel 1977, a soli 59 anni. Le sue ceneri sono sepolte al Westwood Village Memorial Park Cemetery di Los Angeles, che ospita anche quelle di Brian Keith, con cui lavorò in Tre nipoti e un maggiordomo.

### Vita privata
Dalla moglie Kay, con cui fu sposato dal 1940 fino alla morte, ebbe tre figli: Annette, Yvonne e Christopher.

## Filmografia

### Attore

#### Cinema
- Foreign Affaires, regia di Tom Walls (1935)
- Love on the Dole, regia di John Baxter (1941)
- La Primula Smith ('Pimpernel' Smith), regia di Leslie Howard (1941)
- Jeannie, regia di Harold French (1941)
- Old Mother Riley Overseas, regia di Oswald Mitchell (1943)
- Old Mother Riley Detective, regia di Lance Comfort (1943)
- The Agitator, regia di John Harlow (1945)
- Teheran, regia di William Freshman, Giacomo Gentilomo (1946)
- Othello, regia di David MacKane (1946) - corto
- Sono un criminale (They Made Me a Fugitive), regia di Alberto Cavalcanti (1947)
- Dual Alibi, regia di Alfred Travers (1947)
- The Adventures of Jane, regia di Edward G. Withing (1949)
- Third Time Lucky, regia di Gordon Parry (1949)
- Dick Barton Strikes Back, regia di Godfrey Grayson (1949)
- Old Mother Riley's New Venture, regia di John Harlow (1949)
- Il ragno e la mosca (The Spider and the Fly), regia di Robert Hamer (1949)
- Midnight Episode, regia di Gordon Parry (1950)
- Old Mother Riley's Jungle Treasure, regia di Maclean Rogers (1951)
- The Wonder Kid, regia di Karl Hartl (1951)
- Risate in paradiso (Laughter in Paradise), regia di Mario Zampi (1951)
- Ivanhoe, regia di Richard Thorpe (1952)
- Babes in Bagdad, regia di Jerónimo Mihura, Edgar G. Ulmer (1952)
- Alf's Baby, regia di Maclean Rogers (1953)
- Heights of Danger, regia di Peter Bradford (1953)
- Il paradiso del Capitano Holland (The Captain's Paradise), regia di Anthony Kimmins (1953)
- Sposa di giorno, ladra di notte (Always a Bride), regia di Ralph Smart (1953)
- L'idolo (The Love Lottery), regia di Charles Crichton (1954)
- Giulietta e Romeo, regia di Renato Castellani (1954)
- I cavalieri della regina, regia di Mauro Bolognini, Joseph Lerner (1954)
- Uno straniero tra gli angeli (Kismet), regia di Vincente Minnelli, Stanley Donen (1955)
- Carovana verso il West (Westward Ho, the Wagons!), regia di William Beaudine (1956)
- Massacro ai grandi pozzi (Dragoon Wells Massacre), regia di Harold D. Schuster (1957)
- Le avventure dei tre moschettieri, regia di Joseph Lerner (1957)
- I rivoltosi di Boston (Johnny Tremain), regia di Robert Stevenson (1957)
- Le avventure e gli amori di Omar Khayyam (Omar Khayyam), regia di William Dieterle (1957)
- La spada imbattibile, regia di Hugo Fregonese (1957)
- Giustizia senza legge (Black Patch), regia di Allen H. Miner (1957)
- Le imprese di una spada leggendaria, regia di Nathan Juran, Frank McDonald (1958)
- Il terrore del Texas (Terror in a Texas Town), regia di Joseph H. Lewis (1958)
- I suoi non lo riconobbero (El redentor), regia di Joseph Breen, Fernando Palacios (1959)
- Dinne una per me (Say One for Me), regia di Frank Tashlin (1959)
- Le colline dell'odio (The Angry Hills), regia di Robert Aldrich (1959)
- Mantelli e spade insanguinate, regia di Nathan Juran, Frank McDonald (1959)
- I sette ladri (Seven Thieves), regia di Henry Hathaway (1960)
- L'uomo che visse nel futuro (The Time Machine), regia di George Pal (1960)
- L'esperimento del dottor Zagros (Twice-Told Tales), regia di Sidney Salkow (1963)
- I 7 magnifici Jerry (The Family Jewels), regia di Jerry Lewis (1965)
- Journey to Midnight, regia di Roy Ward Baker, Alan Gibson (1968)
- Man, Monsters and Mysteries, regia di Les Clark (1974)

#### Televisione
- BBC Sunday-Night Theatre – serie TV, un episodio (1951)
- Sherlock Holmes – miniserie TV, un episodio (1951)
- The Affair at Assino – film TV (1953)
- Douglas Fairbanks, Jr., Presents – serie TV, un episodio (1953)
- Gunsmoke – serie TV, 2 episodi (1955-1957)
- Conrad Nagel Theater – serie TV, 4 episodi (1955)
- The Adventures of Hiram Holliday – serie TV, 3 episodi (1956-1957)
- Disneyland – serie TV, 3 episodi (1956-1967)
- Alfred Hitchcock presenta (Alfred Hitchcock Presents) - serie TV, episodio 1x14 (1956)
- I tre moschettieri – serie TV, un episodio (1956)
- Jane Wyman Presents the Fireside Theatre – serie TV, un episodio (1956)
- Playhouse 90 – serie TV, un episodio (1957)
- General Electric Theater – serie TV, un episodio (1957)
- Cheyenne – serie TV, un episodio (1957)
- Zorro – serie TV, episodio 1x09 (1957)
- Schlitz Playhouse of Stars – serie TV, un episodio (1957)
- Meet McGraw – serie TV, un episodio (1958)
- Telephone Time – serie TV, episodio 3x23 (1958)
- Suspicion – serie TV, 2 episodi (1958)
- Climax! – serie TV, episodio 4x34 (1958)
- Le grandi fiabe (Shirley Temple's Storybook) – serie TV, 2 episodi (1958)
- The Third Man – serie TV, un episodio (1959)
- Markham – serie TV, un episodio (1959)
- Hotel de Paree – serie TV, un episodio (1959)
- Scacco matto (Checkmate) – serie TV, 70 episodi (1960-1962)
- Man with a Camera – serie TV, un episodio (1960)
- Bonanza - serie TV, episodio 1x21 (1960)
- Pony Express – serie TV, episodio 1x00 (1960)
- Ai confini della realtà (The Twilight Zone) - serie TV, episodio 1x28 (1960)
- The Islanders – serie TV, un episodio (1960)
- The Red Skelton Show – serie TV, 5 episodi (1961-1971)
- The Dick Powell Show – serie TV, 2 episodi (1962-1963)
- Stryker of the Yard – serie TV, un episodio (1962)
- The Beachcomber – serie TV, 36 episodi (1962)
- Io e i miei tre figli (My Three Sons) – serie TV, episodio 5x14 (1964)
- Suspense – serie TV (1964)
- Mister Ed, il mulo parlante (Mister Ed) – serie TV, un episodio (1965)
- The Bravo Duke – film TV (1965)
- The Beverly Hillbillies – serie TV, un episodio (1965)
- Tre nipoti e un maggiordomo (Family Affair) – serie TV, 130 episodi (1966-1971)
- The Spy Killer – film TV (1969)
- Foreign Exchange – film TV (1970)
- To Rome with Love – serie TV, un episodio (1970)
- The Governor & J.J. – serie TV, un episodio (1970)
- Uno sceriffo a New York (McCloud) – serie TV, un episodio (1971)
- Ghost Story – serie TV, 14 episodi (1972)
- Search – serie TV, un episodio (1973)
- Miracle on 34th Street – film TV (1973)

### Doppiatore
- La spada nella roccia (The Sword in the Stone), regia di Wolfgang Reitherman (1963)
- Il libro della giungla (The Jungle Book), regia di Wolfgang Reitherman (1967)
- Le avventure di Winnie the Pooh (The Many Adventures of Winnie the Pooh), regia di Wolfgang Reitherman (1977)

## Doppiatori italiani
Nelle versioni in italiano delle opere in cui ha recitato, Sebastian Cabot è stato doppiato da:
- Carlo Romano in Uno straniero tra gli angeli, Le avventure e gli amori di Omar Khayyam, Giustizia senza legge, Massacro ai grandi pozzi
- Vinicio Sofia in Ivanhoe, I 7 magnifici Jerry
- Giorgio Capecchi in Carovana verso il West, I rivoltosi di Boston
- Luigi Pavese ne Le colline dell'odio
- Ennio Balbo ne L'uomo che visse nel futuro
- Carlo Bonomi in Tre nipoti e un maggiordomo
- Alessandro Rossi in Zorro (ridoppiaggio)

Da doppiatore è sostituito da:
- Giuseppe Rinaldi in Winny Puh l'orsetto goloso, Troppo vento per Winny Puh
- Emilio Cigoli ne La spada nella roccia (narratore)
- Giorgio Capecchi ne La spada nella roccia (Sir Ettore)
- Corrado Gaipa ne Il libro della giungla
- Michele Kalamera ne Le avventure di Winnie the Pooh